# 格拉霍沃區
56°02′41″N 51°57′19″E / 56.04472°N 51.95528°E
格拉霍沃區（俄语：Граховский район），是俄羅斯的一個區，位於該國西南部，由烏德穆爾特共和國負責管轄，面積967.7平方公里，2010年人口9,354，人口密度每平方公里9.67人。